# 1re division blindée (armée impériale japonaise)
Pour les articles homonymes, voir 1re division.
La 1re division (戦車第1師団, Sensha Dai-ichi Shidan) est une unité de chars de l'armée impériale japonaise. Son nom de code est Division Croissance (拓, Taku).

## Histoire
La 1re division blindée est constitué à partir de l'un des quatre régiments de chars basés au Mandchoukouo le 4 juin 1942. Après l'ajout d'un régiment d'infanterie, elle est rapidement élevée au rang d'une division blindée complète. Stationnée à Ning'an dans le nord du Mandchoukouo, sa tâche principale est de surveiller la frontière est avec l'Union soviétique sous le contrôle de la 1re armée régionale.
À la vue de la détérioration de la situation japonaise dans la guerre du Pacifique, en avril 1944, le 9e régiment de chars de la 1re division blindée est réaffecté à la 31e armée et envoyé à Saipan où il est annihilé durant la bataille de Saipan et la bataille de Guam. Les trois régiments restants participent à l'opération Ichi-Go en Chine.
En mars 1945, la 1re division blindée est réaffectée au Japon dans l'attente d'une possible invasion alliée (opération Downfall). Elle reçoit le 1er régiment de chars de la 3e division blindée et passe sous le contrôle de la 36e armée dans la 12e armée régionale. Le quartier-général de l'unité et le 1er régiment de chars sont basés à Sano, le 5e régiment de chars est basé à Ōtawara (puis plus tard à Kazo), et le 1er régiment d'infanterie mécanisée et l'artillerie mécanisée de la division sont basés à Tochigi. Prévoyant que les forces alliées débarqueront sur la plage de Kujūkuri, la 1re division blindée établi une ligne défensive allant du mont Tsukuba à rivière Tama, et certaines unités sont déployées à Chōshi. La capitulation du Japon est déclarée avant le débarquement, et la 1re division blindée ne combat pas sur le sol japonais.
La 1re division blindée est démobilisée en septembre 1945 comme le reste de l'armée impériale japonaise.